# Pro League 2016-17
La temporada 2016-17 es la 114.ª temporada de la Primera División de Bélgica la máxima categoría del fútbol profesional en Bélgica. El torneo comenzó el 29 de julio de 2016 y finalizó el 31 de mayo de 2017.

## Equipos

### Ascensos y descensos
| Pos. | de la Pro League 2015-16 |
| ---- | ------------------------ |
| 16.º | OH Leuven                |

| Pos. | de la Segunda División de Bélgica 2015-16 |
| ---- | ----------------------------------------- |
| 2.º  | KAS Eupen                                 |

### Equipos
| Club                 | Ciudad       | Estadio                       | Capacidad |
| -------------------- | ------------ | ----------------------------- | --------- |
| R.S.C. Anderlecht    | Bruselas     | Estadio Constant Vanden Stock | 21,000    |
| R. Charleroi SC      | Charleroi    | Estadio del País de Charleroi | 14,000    |
| Club Brujas          | Brujas       | Estadio Jan Breydel           | 29,042    |
| Genk                 | Genk         | Cristal Arena                 | 24,956    |
| K. A. A. Gante       | Gante        | Ghelamco Arena                | 19,999    |
| KV Kortrijk          | Kortrijk     | Guldensporen Stadion          | 9,399     |
| KV Oostende          | Ostende      | Albertpark                    | 8,000     |
| KVC Westerlo         | Westerlo     | Het Kuipje                    | 8,035     |
| KSC Lokeren          | Lokeren      | Daknamstadion                 | 9,560     |
| RKV Malinas          | Malinas      | Stadion Achter de Kazerne     | 13,213    |
| Royal Excel Mouscron | Mouscron     | Stade Le Canonnier            | 10,571    |
| Sint-Truidense       | Sint-Truiden | Stayen                        | 14,600    |
| Standard Lieja       | Lieja        | Estadio Maurice Dufrasne      | 28,278    |
| Waasland-Beveren     | Beveren      | Freethiel Stadion             | 8,190     |
| Zulte Waregem        | Waregem      | Regenboogstadion              | 9,540     |
| Eupen                | Eupen        | Kehrweg Stadion               | 8,363     |

## Equipos por provincias
| Provincia          | N.º | Equipos                                         |
| ------------------ | --- | ----------------------------------------------- |
| Flandes Occidental | 4   | Club Brujas, Kortrijk, Oostende y Zulte Waregem |
| Flandes Oriental   | 3   | Gante, Lokeren y Waasland-Beveren               |
| Amberes            | 2   | Malinas y Westerlo                              |
| Henao              | 2   | Charleroi y Mouscron                            |
| Limburgo           | 2   | Genk y Sint-Truiden                             |
| Lieja              | 2   | Standard Lieja y Eupen                          |
| Bruselas-Capital   | 1   | R.S.C Anderlecht                                |

## Temporada regular
Actualizado el 12 de marzo de 2017.
| --- | Pos. | Equipos           | PJ | PG | PE | PP | GF | GC | Dif. | Pts. |
| --- | ---- | ----------------- | -- | -- | -- | -- | -- | -- | ---- | ---- |
|     | 1.   | R.S.C. Anderlecht | 30 | 18 | 7  | 5  | 67 | 30 | +37  | 61   |
|     | 2.   | Brujas            | 30 | 18 | 5  | 7  | 56 | 24 | +22  | 59   |
|     | 3.   | Zulte Waregem     | 30 | 15 | 9  | 6  | 49 | 38 | +11  | 54   |
|     | 4.   | KAA Gent          | 30 | 14 | 8  | 8  | 45 | 29 | +16  | 50   |
|     | 5.   | Oostende          | 30 | 14 | 8  | 8  | 52 | 37 | +15  | 50   |
|     | 6.   | Charleroi         | 30 | 13 | 10 | 7  | 34 | 29 | +5   | 49   |
|     | 7.   | Mechelen          | 30 | 14 | 6  | 10 | 41 | 36 | +5   | 48   |
|     | 8.   | KRC Genk          | 30 | 14 | 6  | 10 | 40 | 35 | +5   | 48   |
|     | 9.   | Standard Lieja    | 30 | 10 | 12 | 8  | 47 | 38 | +9   | 39   |
|     | 10.  | Kortrijk          | 30 | 8  | 7  | 15 | 38 | 55 | -17  | 31   |
|     | 11.  | Lokeren           | 30 | 7  | 10 | 13 | 24 | 34 | -10  | 31   |
|     | 12.  | Sint-Truidense    | 30 | 8  | 6  | 16 | 35 | 48 | -13  | 30   |
|     | 13.  | Eupen             | 30 | 8  | 6  | 16 | 40 | 64 | -24  | 30   |
|     | 14.  | Waasland-Beveren  | 30 | 7  | 9  | 14 | 28 | 43 | -15  | 30   |
|     | 15.  | RE Mouscron       | 30 | 7  | 3  | 20 | 29 | 53 | -24  | 24   |
|     | 16.  | Westerlo          | 30 | 5  | 8  | 17 | 33 | 65 | -32  | 23   |

 PJ = Partidos jugados; PG = Partidos ganados; PE = Partidos empatados; PP = Partidos perdidos;
GF = Goles a favor; GC = Goles en contra; DG = Diferencia de gol; PTS = Puntos
|  | Play-off por el título.                                            |
|  | Play-off por la clasificación a la Liga Europa de la UEFA 2017-18. |
|  | Desciende a la Segunda División de Bélgica.                        |

## Play-off por el título
- Los puntos obtenidos durante la temporada regular se reducen a la mitad (y se redondean en caso de puntuación impar) antes del inicio de la postemporada.
- Actualizado el 19 de mayo de 2017.[2]

| --- | Pos. | Equipos       | PJ | PG | PE | PP | GF | GC | Dif. | Pts. |
| --- | ---- | ------------- | -- | -- | -- | -- | -- | -- | ---- | ---- |
|     | 1.   | Anderlecht    | 10 | 6  | 3  | 1  | 14 | 6  | +8   | 52   |
|     | 2.   | Brujas        | 10 | 4  | 3  | 3  | 16 | 14 | +2   | 45   |
|     | 3.   | KAA Gante     | 10 | 4  | 4  | 2  | 16 | 11 | +5   | 41   |
|     | 4.   | Oostende      | 10 | 3  | 3  | 4  | 14 | 17 | -3   | 37   |
|     | 5.   | Charleroi     | 10 | 2  | 4  | 4  | 10 | 13 | -3   | 35   |
|     | 6.   | Zulte Waregem | 10 | 1  | 3  | 6  | 12 | 21 | -9   | 33   |

 PJ = Partidos jugados; PG = Partidos ganados; PE = Partidos empatados; PP = Partidos perdidos;
GF = Goles anotados; GC = Goles recibidos; DG = Diferencia de gol; PTS = Puntos
|  | Campeón y clasificado a la fase de grupos de la Liga de Campeones de la UEFA 2017-18. |
|  | Clasificado a la tercera fase previa de la Liga de Campeones de la UEFA 2017-18.      |
|  | Clasificado a la Liga Europa de la UEFA 2017-18.                                      |

## Play-off Liga Europa

### Grupo A
En el grupo A juegan los equipos clasificados en los puestos 7.º, 9.º, 12.º y 14.º de la temporada regular; además del primer y tercer clasificado de la Primera División B.
| --- | Pos. | Equipos          | PJ | PG | PE | PP | GF | GC | Dif. | Pts. |
| --- | ---- | ---------------- | -- | -- | -- | -- | -- | -- | ---- | ---- |
|     | 1.   | Sint-Truidense   | 10 | 7  | 1  | 2  | 23 | 7  | +16  | 22   |
|     | 2.   | Mechelen         | 10 | 5  | 1  | 4  | 7  | 16 | -9   | 16   |
|     | 3.   | Waasland-Beveren | 10 | 5  | 0  | 5  | 17 | 19 | -2   | 15   |
|     | 4.   | Standard Lieja   | 10 | 4  | 2  | 4  | 14 | 11 | +3   | 14   |
|     | 5.   | Saint-Gilloise   | 10 | 3  | 1  | 6  | 15 | 19 | -4   | 10   |
|     | 6.   | Lierse           | 10 | 3  | 1  | 6  | 12 | 16 | -4   | 10   |

 PJ = Partidos jugados; PG = Partidos ganados; PE = Partidos empatados; PP = Partidos perdidos;
GF = Goles a favor; GC = Goles en contra; Dif. = Diferencia de gol; Pts. = Puntos

### Grupo B
En el grupo B juegan los equipos clasificados en los puestos 8.º, 10.º, 11.º, 13.º y 15.º de la temporada regular; además del segundo clasificado de la Primera División B.
| --- | Pos. | Equipos     | PJ | PG | PE | PP | GF | GC | Dif. | Pts. |
| --- | ---- | ----------- | -- | -- | -- | -- | -- | -- | ---- | ---- |
|     | 1.   | KRC Genk    | 10 | 8  | 2  | 0  | 26 | 4  | +22  | 26   |
|     | 2.   | Lokeren     | 10 | 3  | 6  | 1  | 21 | 20 | +1   | 15   |
|     | 3.   | Eupen       | 10 | 3  | 4  | 3  | 20 | 20 | 0    | 13   |
|     | 4.   | Kortrijk    | 10 | 3  | 3  | 4  | 15 | 22 | -7   | 12   |
|     | 5.   | RE Mouscron | 10 | 2  | 2  | 6  | 11 | 22 | -11  | 8    |
|     | 6.   | Roeselare   | 10 | 2  | 1  | 7  | 17 | 22 | -5   | 7    |

 PJ = Partidos jugados; PG = Partidos ganados; PE = Partidos empatados; PP = Partidos perdidos;
GF = Goles a favor; GC = Goles en contra; Dif. = Diferencia de gol; Pts. = Puntos

### Semifinal Play-off
Los primeros clasificados de los dos grupos jugarán a partido único en el campo del equipo mejor clasificado en la temporada regular. El ganador se clasifica a la final para optar a un puesto en la tercera ronda clasificatoria de la Liga Europa 2017–18.
| 27 de mayo de 2017, 20:30 | Genk                                                           | 3:0     | Sint-Truidense | Luminus Arena, Genk                                         |                                                             |
|                           | Thomas Buffel 32' · Jean-Paul Boëtius 43' · Mbwana Samatta 55' | Reporte |                | Asistencia: 17.860 espectadores Árbitro(s): Nicolas Laforge | Asistencia: 17.860 espectadores Árbitro(s): Nicolas Laforge |

### Final Play-off
El vencedor de la semifinal y el cuarto o quinto clasificado del playoff por el título (depende del campeón de Copa) jugarán un partido para decidir el equipo que se clasifica para la UEFA Europa League 2017-2018.
| 31 de mayo de 2017, 20:30 | Oostende                                                 | 3:1     | Genk                 | Versluys Arena, Ostende     |                             |
|                           | Joseph Akpala 27' · David Rozehnal 32' · Andile Jali 51' | Reporte | Siebe Schrijvers 44' | Árbitro(s): Lawrence Visser | Árbitro(s): Lawrence Visser |

## Goleadores
- Actualizado a 20 de mayo de 2017.
| Pos. | Jugador           | Club              | Goles |
| ---- | ----------------- | ----------------- | ----- |
| 1    | Henry Onyekuru    | Eupen             | 22    |
| 1    | Łukasz Teodorczyk | R.S.C. Anderlecht | 22    |
| 3    | Orlando Sá        | Standard          | 17    |
| 4    | Mbaye Leye        | Zulte Waregem     | 16    |
| 4    | Idriss Saadi      | Kortrijk          | 16    |
| 4    | Jelle Vossen      | Club Brugge       | 16    |
| 7    | Ishak Belfodil    | Standard          | 14    |
| 7    | Pieter Gerkens    | Sint-Truiden      | 14    |
| 7    | José Izquierdo    | Club Brugge       | 14    |
| 10   | Youri Tielemans   | Anderlecht        | 13    |